# Ottagoni

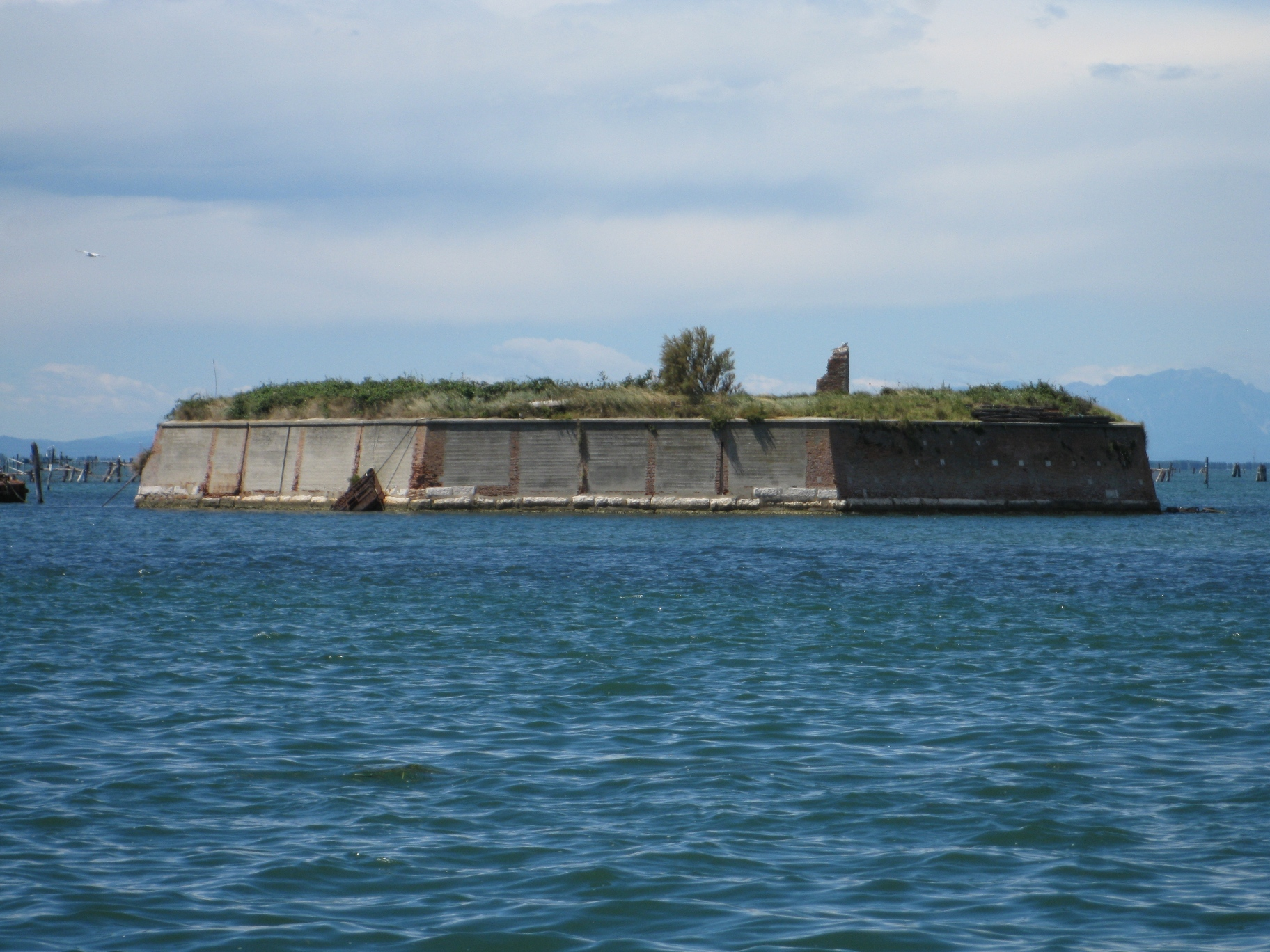
Lottagono Ca' Roman.

Les Ottagoni (« octogones » en français) sont cinq îlots de la lagune de Venise sur chacun desquels est construit un fort de forme octogonal.

## Histoire
Les forts datent de 1571 et ont été construits par les architectes Michele Sanmicheli ou Jacopo Sansovino, à une époque où la république de Venise redoutait la croissance de la puissance turque.

## Localisation
Les cinq forts sont tous plus ou moins ruinés. Quatre d'entre eux, Alberoni, San Pietro in Volta, Ca' Roman et Abbandonato, sont situés le long du littoral du Lido et de Pellestrina. Le dernier, l'Ottagono Poveglia, est situé près de Poveglia mais est d'origine plus ancienne et date de la guerre de Chioggia.